# Дейв Биклер
Дэвид Биклер (англ. David «Dave» Bickler; род. 31 марта 1953, Северная Дакота, США) — американский музыкант, наиболее известный как вокалист рок-группы Survivor с 1979 по 1983 года́, в первую очередь из-за исполнения хита № 1 в США «Eye of the Tiger» (в России же песня известна как «тигриный глаз» или «глаз тигра»).
В дополнение к его широкому вокальному диапазону, его фирменный стиль включал берет. Биклер продолжал обеспечивать вокал в рекламных роликах, в том числе в теле- и радиорекламе Bud Light's «Real Men of Genius».

## Биография
Биклер родился в Северной Дакоте, переехал в Уилмар, штат Миннесота, а затем окончил Академию Бенет в Лилле, штат Иллинойс. Его карьера началась в 1968 году в качестве одного из двух ведущих певцов и музыкантов американской рок-группы начала 1970-х годов Jamestown Massacre. Сингл группы «Summer Sun» летом 1972 года входил в чарты Billboard Top 100 и Easy Listening. Биклер познакомился с Джимом Петериком, исполняя коммерческие синглы в середине 1970-х, что привело к их будущему партнерству в конце 1978 года с группой Survivor.
В 2009 году Дэйв Биклер опубликовал несколько новых песен, которые он писал и записывал для будущего сольного проекта, через свой аккаунт в Твиттере и на веб-сайте.
2 февраля 2012 года он появился в The Colbert Report, исполнив отрывок из книги Ньюта Гингрича «Нация, не похожая на других» на мелодию «Глаз тигра».
В октябре 2017 года Биклер выступил на Рокингемском фестивале в Университете Ноттингем Трент, Великобритания.
В 2018 году он вместе с Джимом Петериком выступил на сцене, чтобы исполнить «Пойманная игра», «Мятежная девушка» и «Eye of the Tiger».
28 сентября 2018 года он выпустил свой дебютный сольный альбом Darklight.
17 мая 2021 года Биклер выступил на Late Show со Стивеном Колбертом, спев интро о хьюстонском беглеце Тигре на тему «Глаз тигра».
В настоящее время Биклер живёт со своей семьей в Брукфилде, пригороде Чикаго.

## Survivor
Биклер наиболее известен как первый участник Survivor с 1978 по 1983 года́. Он воссоединился с соучредителями Фрэнки Салливаном и Джимом Петериком в 1993 году, оставаясь там до начала 2000 года. Он был частью группы на их первых четырёх альбомах: Survivor, Premonition, Eye of the Tiger и Caught in the Game.
Survivor пережили свой большой прорыв в 1982 году, когда Сильвестр Сталлоне попросил их написать музыкальную тему для его фильма «Рокки III». Песня «Eye of the Tiger» вскоре превратилась в один из главных хитов в карьере группы. Он оказал огромное влияние на чарты Billboard, взлетев на первое место за шесть недель. Песня выиграла у группы премию Грэмми за лучшее рок-исполнение дуэтом или группой с вокалом, была признана лучшей новой песней по версии People's Choice Awards и получила номинацию на премию Американской киноакадемии. Благодаря успеху песни и ещё одному синглу «American Heartbeat», входящему в ТОП-20, альбом Eye of the Tiger занял второе место в чарте Billboard 200. Песня остается популярной и сегодня. Он занял 18-е место в чарте Top 100 Singles в выпуске Billboard 's 100th Anniversary и намного превышает отметку в 300 000 в iTunes Store, где когда-то занимал 9-е место в их чарте «Лучшие саундтреки».
Биклера также можно услышать в других синглах Survivor, включая «Somewhere in America», «Rebel Girl», «Poor Man’s Son», «Summer Nights», «The One That Really Matters», «American Heartbeat», «Caught in the Game» «и» Ever Since the World Began "(позже перезаписанный преемником Биклера в Survivor, Джими Джемисоном, в качестве сольного сингла для саундтрека к фильму «Lock Up»).
Биклер покинул группу в конце 1983 года после того, как у него развились полипы на голосовых связках, и ему потребовалась операция и отдых для голоса — состояние, на выздоровление которого потребовалось полтора года.
Биклер был также недоволен тем, что у него не было большего заработка, который, по его мнению, был ему обязан за мультиплатиновый успех, который группа имела с их хитовым альбомом Eye of The Tiger, выпущенным годом ранее. Покинув Survivor, Биклер продолжал записываться с другими группами в районе Чикаго и делать коммерческие синглы и рекламу.
Биклер вернулся в Survivor в начале 1993 года в качестве ведущего вокалиста для альбома Greatest Hits на Scotti Bros. с двумя новыми песнями «You Know Who You Are» и «Hungry Years» (последнюю из которых он написал в соавторстве). Биклер записал новую музыку с группой в надежде на новый альбом, но продолжающиеся судебные процессы и проблемы с правом собственности на товарный знак с его первоначальным преемником в группе, Джими Джеймисон, остановили выпуск.
Биклер был уволен в начале 2000 года после короткой череды гастролей. 1 апреля 2000 года было объявлено, что Джими Джеймисон во второй раз стал новым солистом Survivor.
Биклеру приписывают соавторство с Фрэнки Салливаном двух песен для альбома Survivor Reach: «I Don’t» и «One More Chance».
В 2013 году в официальных СМИ Survivor было объявлено, что гитарист Фрэнки Салливан снова воссоединил нынешний состав Survivor с Дэйвом Биклером, и группа планирует собрать вместе двух самых известных вокалистов в следующем туре, Дэйва Биклера и Джими Джеймисон.
После года гастролей с Биклером в этом составе, Джеймисон умер от инсульта, вызванного наркотиками, 1 сентября 2014 года.
В марте 2016 года Биклера снова уволили из Survivor.

## Реклама Bud Light «Real Men of Genius» на радио и телевидении
Начиная с 2000 года, Bickler продолжил свое предприятие в записи рекламных роликов и видео-рекламы. Его пение фигурирует в успешных рекламных кампаниях Budweiser Light «Real American Heroes» и «Real Men of Genius» (решение о смене кампании с Heroes на Genius было принято после 11 сентября), жалобно воспевая в контрапункте ироничным комментариям озвучивает Питер Стакер. Более 100 из этих рекламных роликов были записаны и транслировались на спортивных радиостанциях и мероприятиях за более чем десять лет. Было выпущено несколько компакт-дисков с рекламой Bud Light, которые были проданы тиражом более 100 000 копий за первые три недели после выпуска. Релиз согласно интервью с Дэйвом Биклером «Поп-культура сегодня вечером: с Патриком Филлипсом», февраль 2016 г., продано 400 экземпляров.

## Дискография

### С Survivor
- Survivor (1979)
- Premonition (1981)
- Eye of the Tiger (1982)
- Caught in the Game (1983)
- Greatest Hits (1993)
- Fire Makes Steel Demos (Bootleg) (1998)

### Сольно
- Darklight (2018)[9]

## Треклист
| №   | Название             | Автор(ы)     | Длительность |
| --- | -------------------- | ------------ | ------------ |
| 1.  | «Hope»               | Dave Bickler | 3:48         |
| 2.  | «Kaleidoscope»       | Dave Bickler | 3:00         |
| 3.  | «Fear of the Dark»   | Dave Bickler | 5:01         |
| 4.  | «Magic»              | Dave Bickler | 3:54         |
| 5.  | «The Gift»           | Dave Bickler | 3:35         |
| 6.  | «Always You»         | Dave Bickler | 3:52         |
| 7.  | «Time»               | Dave Bickler | 4:21         |
| 8.  | «Sea of Green»       | Dave Bickler | 4:26         |
| 9.  | «Lights»             | Dave Bickler | 4:19         |
| 10. | «Angel Heart»        | Dave Bickler | 3:54         |
| 11. | «The Sky Is Falling» | Dave Bickler | 3:49         |

## Игра на клавишных
Хотя во времена Survivor он в основном выступал в качестве ведущего вокалиста группы, ему иногда приписывают игру на клавишных на первых двух альбомах Survivor. Хотя на самом деле это далеко не так. (включая то, что он был единственным участником (не считая сессионных), который «мог» на них играть (хотя, как Биклер сам говорил, он и не умеет и никогда не умел на них играть). Вопреки всем слухам, но он не играл на клавишных на их дебютном альбоме (за него это делали сессионные музыканты), до того, как ритм-гитарист Джим Петерик взял на себя эту роль в Premonition, хотя, как и на первых двух альбомах (Survivor и Premonition), в будущих релизах Петерик будет заменен в студии сессионными музыкантами).